# پل م. کوک
پل م. کوک (انگلیسی: Paul M. Cook؛ زادهٔ ۲۵ آوریل ۱۹۲۴) دانشمند در زمینه اهل  American  است.
وی همچنین برندهٔ جوایزی همچون مدال ملی فناوری و نوآوری شده‌است.